# Evezés a 2013-as nyári universiadén
A 2013. évi nyári universiadén evezésben – a Nemzetközi Evezős Szövetség (FISA – Federation Internationale des Sociétés d’Aviron) aktuális (francia nyelvű) versenyszabályzata alapján – a férfiaknál 8, míg a nőknél 5 versenyszámban osztottak érmeket az oroszországi Kazanyban. A versenyeket 2013. július 6. és 8. között rendezték az Evezős Központban (Rowing Center).
A Nemzeti Közszolgálati Egyetem hallgatója és egyben a Danubius Nemzeti Hajós Egylet versenyzője, Csepregi Gábor a harmadik helyen végzett a férfi könnyűsúlyú egypárevezősök mezőnyében, 7:32,62-es időeredménnyel. A Papp Gergely, Pétervári-Molnár Bendegúz összeállítású férfi kétpárevezős a hatodik helyen ért célba, míg a férfi kormányos nélküli kettesek B-döntőjében a Porubszky Norbert, Lovass Márk duó a második helyen érkezett célban, és ezzel az összetett nyolcadik helyét szerezték meg.

## A versenyszámok időrendje
Az evezős versenyek hivatalosan 3 versenynapból álltak. A verseny eseményei helyi idő szerint (GMT +03:00):
| - 2013. július 6., szombat - 09:00-12:16 – férfi és női előfutamok - 14:00-14:56 – férfi és női vigaszági mérkőzések - 2013. július 7., vasárnap - 09:30-09:46 – férfi és női vigaszági mérkőzések - 10:47-10:53 – férfi könnyűsúlyú egypárevezősök C-döntője - 10:54-11:00 – férfi egypárevezősök C-döntője - 11:01-11:07 – női kétpárevezősök B-döntője - 11:08-11:14 – női egypárevezősök B-döntője - 11:15-11:21 – férfi kormányos nélküli négyesek B-döntője - 11:22-11:28 – női könnyűsúlyú kétpárevezősök B-döntője - 11:29-11:35 – férfi könnyűsúlyú négypárevezősök B-döntője - 13:30-13:57 – férfi elődöntők - 14:05-14:14 – női kétpárevezősök A-döntője - 14:15-14:19 – női egypárevezősök A-döntője - 14:30-14:34 – férfi kormányos nélküli négyesek A-döntője - 14:45-14:49 – női könnyűsúlyú kétpárevezősök A-döntője - 14:55-15:04 – férfi könnyűsúlyú négypárevezősök A-döntője | - 2013. július 8., hétfő - 09:30-09:36 – női könnyűsúlyú egypárevezősök B-döntője - 09:37-09:43 – női kormányos nélküli négyesek B-döntője - 09:44-09:50 – férfi kormányos nélküli kettesek B-döntője - 09:51-09:57 – férfi kétpárevezősök B-döntője - 09:58-10:04 – férfi könnyűsúlyú kétpárevezősök B-döntője - 10:05-10:11 – férfi könnyűsúlyú egypárevezősök B-döntője - 10:12-10:18 – férfi egypárevezősök B-döntője - 10:19-10:39 – férfi nyolcasok B-döntője - 10:40-10:49 – női könnyűsúlyú egypárevezősök A-döntője - 10:50-10:59 – férfi könnyűsúlyú egypárevezősök A-döntője - 11:05-11:14 – női kormányos nélküli négyesek A-döntője - 11:20-11:29 – férfi kormányos nélküli kettesek A-döntője - 11:35-11:44 – férfi kétpárevezősök A-döntője - 11:50-11:59 – férfi egypárevezősök A-döntője - 12:05-12:14 – férfi könnyűsúlyú kétpárevezősök A-döntője - 12:20-12:29 – férfi nyolcasok A-döntője |

## A versenyen részt vevő nemzetek
Országonként és versenyszámonként egy egység nevezhetett. A Szervező Bizottság biztosította a hajóbérlés lehetőségét. A viadalon 39 nemzet 350 sportolója vett részt, az alábbi megbontásban:
| Részt vevő nemzetek férfi / nő megbontásban | Részt vevő nemzetek férfi / nő megbontásban | Részt vevő nemzetek férfi / nő megbontásban | Részt vevő nemzetek férfi / nő megbontásban | Részt vevő nemzetek férfi / nő megbontásban | Részt vevő nemzetek férfi / nő megbontásban | Részt vevő nemzetek férfi / nő megbontásban | Részt vevő nemzetek férfi / nő megbontásban | Részt vevő nemzetek férfi / nő megbontásban | Részt vevő nemzetek férfi / nő megbontásban | Részt vevő nemzetek férfi / nő megbontásban | Részt vevő nemzetek férfi / nő megbontásban | Részt vevő nemzetek férfi / nő megbontásban | Részt vevő nemzetek férfi / nő megbontásban | Részt vevő nemzetek férfi / nő megbontásban |
| ------------------------------------------- | ------------------------------------------- | ------------------------------------------- | ------------------------------------------- | ------------------------------------------- | ------------------------------------------- | ------------------------------------------- | ------------------------------------------- | ------------------------------------------- | ------------------------------------------- | ------------------------------------------- | ------------------------------------------- | ------------------------------------------- | ------------------------------------------- | ------------------------------------------- |
| nemzet                                      | F                                           | N                                           | nemzet                                      | F                                           | N                                           | nemzet                                      | F                                           | N                                           | nemzet                                      | F                                           | N                                           | nemzet                                      | F                                           | N                                           |
| Ausztrália                                  | 2                                           | 0                                           | Észtország                                  | 6                                           | 1                                           | Japán                                       | 6                                           | 2                                           | Norvégia                                    | 10                                          | 6                                           | Srí Lanka                                   | 3                                           | 0                                           |
| Ausztria                                    | 2                                           | 3                                           | Finnország                                  | 3                                           | 2                                           | Dél-Korea                                   | 3                                           | 3                                           | Új-Zéland                                   | 5                                           | 1                                           | Svájc                                       | 2                                           | 1                                           |
| Belgium                                     | 2                                           | 0                                           | Franciaország                               | 9                                           | 6                                           | Lettország                                  | 3                                           | 4                                           | Pakisztán                                   | 5                                           | 0                                           | Szlovákia                                   | 1                                           | 0                                           |
| Fehéroroszország                            | 15                                          | 8                                           | Németország                                 | 14                                          | 4                                           | Litvánia                                    | 7                                           | 3                                           | Paraguay                                    | 0                                           | 1                                           | Ukrajna                                     | 21                                          | 10                                          |
| Brazília                                    | 2                                           | 1                                           | Magyarország                                | 10                                          | 3                                           | Malajzia                                    | 5                                           | 0                                           | Lengyelország                               | 17                                          | 5                                           | USA                                         | 9                                           | 0                                           |
| Kína                                        | 4                                           | 0                                           | Írország                                    | 0                                           | 2                                           | Mexikó                                      | 3                                           | 2                                           | Katar                                       | 1                                           | 0                                           | Üzbegisztán                                 | 1                                           | 0                                           |
| Csehország                                  | 8                                           | 9                                           | Izrael                                      | 0                                           | 1                                           | Monaco                                      | 2                                           | 0                                           | Dél-Afrikai Köztársaság                     | 8                                           | 7                                           | Zambia                                      | 1                                           | 0                                           |
| Spanyolország                               | 1                                           | 1                                           | Olaszország                                 | 15                                          | 7                                           | Hollandia                                   | 11                                          | 4                                           | Oroszország                                 | 26                                          | 10                                          |                                             |                                             |                                             |

F = férfi, N = nő

## Eredmények

### Éremtáblázat
| #        | nemzet                  | arany | ezüst | bronz | összesen |
| 1        | Oroszország             | 3     | 1     | 3     | 7        |
| 2        | Németország             | 3     | 1     | 0     | 4        |
| 3        | Litvánia                | 3     | 0     | 0     | 3        |
| 4        | Ukrajna                 | 1     | 4     | 3     | 8        |
| 5        | Fehéroroszország        | 1     | 1     | 0     | 2        |
| 5        | Dél-afrikai Köztársaság | 1     | 1     | 0     | 2        |
| 7        | Ausztria                | 1     | 0     | 0     | 1        |
| 8        | Olaszország             | 0     | 1     | 2     | 3        |
| 9        | Franciaország           | 0     | 1     | 1     | 2        |
| 10       | Csehország              | 0     | 1     | 0     | 1        |
| 10       | Mexikó                  | 0     | 1     | 0     | 1        |
| 10       | Lengyelország           | 0     | 1     | 0     | 1        |
| 13       | Magyarország            | 0     | 0     | 1     | 1        |
| 13       | Japán                   | 0     | 0     | 1     | 1        |
| 13       | Lettország              | 0     | 0     | 1     | 1        |
| 13       | Hollandia               | 0     | 0     | 1     | 1        |
| összesen | összesen                | 13    | 13    | 13    | 39       |

### Éremszerzők
| versenyszám                          | arany | ezüst | bronz |  |  |  |
| férfiak                              | | | |  |  |  |
| Egypárevezős                         | Mindaugas Griškonis | Patrick Loliger | Sergiy Gumennyi |  |  |  |
| Könnyűsúlyú egypárevezős             | Julius Peschel | Jerzy Kowalski | Csepregi Gábor |  |  |  |
| Kétpárevezős                         | Litvánia · Rolandas Maščinskas · Saulius Ritter | Ukrajna · Ivan Dovhodko · Olexandr Nadtoka | Oroszország · Dmitrij Hmilnyin · Gyenisz Pribil |  |  |  |
| Könnyűsúlyú kétpárevezős             | Ausztria · Paul Sieber · Bernhard Sieber | Ukrajna · Igor Khmara · Stanislav Kovalov | Olaszország · Simone Molteni · Leone Maria Barbaro |  |  |  |
|                                      | | | |  |  |  |
| Kormányos nélküli kettes             | Oroszország · Alekszandr Csaukin · Jurij Psenyicsnyikov | Ukrajna · Anton Kholyaznykov · Viktor Hrebennykov | Franciaország · Jean Noury · Hugo Laborde |  |  |  |
| Kormányos nélküli négyes             | Németország · Jann-Edzard Junkmann · Milan Dzambasevic · Kay Rückbrodt · Alexander-Nicolas Egler                                                                                          | Olaszország · Simone Ferrarese · Simone Martini · Mattia Boschelli · Elia Salani                                                                                           | Oroszország · Andrej Sztoljarov · Vaszilij Sztyepanov · Mihail Belov · Gyenisz Nyikiforov |  |  |  |
| Könnyűsúlyú kormányos nélküli négyes | Németország · Tobias Franzmann · Stefan Wallat · Daniel Wisgott · Lasse Antczak | Franciaország · Morgan Maunoir · Barthelemy Agostini · Clement Fonta · Edouard Jonville                                                                                    | Japán · Kobajasi Maszato · Szakagami Hirohide · Szato Juszuke · Araki Juszaku |  |  |  |
|                                      | | | |  |  |  |
| Nyolcas                              | Oroszország · Lev Gricenko · Viktor Miszjutkin · Rosztyiszlav Drozszsacsih · Georgij Efremenko · Ivan Balandin · Nyikolaj Balandin · Anton Zaruckij · Danyiil Adrijenko · Pavel Szafonkin | Ukrajna · Denys Chornyi · Stanislav Chumraiev · Vitalii Tsurkan · Vasyl Zavgorodnii · Ivan Yurchenko · Ivan Futryk · Dmitro Mihaj · Anatolii Radchenko · Vladyslav Nikulin | Hollandia · Hugo van Velzen · Vincent van der Leer · Stef Broenink · Maarten van Blokland · Jonathan Lemaire · Geert Hemminga · Menno van Blitterswijk · Mathew Kleine Punte · Marc Hummelink |  |  |  |
| nők                                  | | | |  |  |  |
| Egypárevezős                         | Natalija Dovhogyko | Jitka Antošová | Eliza Gulbe |  |  |  |
| Könnyűsúlyú egypárevezős             | Kirsten McCann | Olga Arkadova | Eleonora Trivella |  |  |  |
| Kétpárevezős                         | Litvánia · Donata Vištartaitė · Milda Valčiukaitė | Fehéroroszország · Tatsiana Kukhta · Katsiaryna Shliupskaya | Ukrajna · Hanna Kravcsenko · Olena Burjak |  |  |  |
| Könnyűsúlyú kétpárevezős             | Fehéroroszország · Iryna Liaskova · Alena Kryvasheyenka | Németország · Katrin Thoma · Nora Wessel | Oroszország · Anna Jazikova · Natalja Varfolomejeva |  |  |  |
|                                      | | | |  |  |  |
| Nyolcas                              | Oroszország · Julija Pozdnyakova · Okszana Sztrelkova · Anastaszija Karabelscsikova · Alekszandra Fedorova                                                                                | Dél-afrikai Köztársaság · Claire-Louise Bode · Catherine Stark · Kate Christowitz · Holly Jean Norton                                                                      | Ukrajna · Kateryna Sheremet · Ilona Romanesku · Ievgeniia Nimchenko · Daryna Verkhogliad |  |  |  |